# Oldřich Křenek (politik)
Oldřich Křenek (12. srpna 1927 - ???) byl český a československý politik Komunistické strany Československa, poslanec Sněmovny národů Federálního shromáždění a České národní rady za normalizace.

## Biografie
Po provedení federalizace Československa usedl do Sněmovny národů Federálního shromáždění. Mandát nabyl až dodatečně v březnu 1971. Do FS ho nominovala Česká národní rada, kde rovněž zasedl v té době. Ve federálním parlamentu setrval do konce funkčního období, tedy do voleb roku 1971. V době nástupu do parlamentu se uvádí jako četař údržby elektrických lokomotiv podniku ČSD Jihlava.